# Belladère
Belladère est une commune d'Haïti située dans le département du Centre, arrondissement de Lascahobas.
Elle est limitée à l'est par Elias Pina (ville de la République dominicaine), à l'ouest par la commune de Lascahobas.

## Toponymie
Étymologiquement le mot « belladère » vient du terme espagnol varadero signifiant « forme de radoub ».

## Démographie
La commune est peuplée de 86 612 habitants(recensement par estimation de 2015).

## Histoire
La ville de Belladère a été construite par le président haïtien Dumarsais Estimé en 1948. Par sa beauté naturelle et sa situation géographique, on la surnomme « la fine fleur » du plateau central (plateau central désigne dans ce contexte le département du Centre). La ville a été inaugurée le 31 octobre 1948.

## Administration
La commune est composée des sections communales de :
- Renthe-Mathe (dont le quartier « Baptiste »)
- Roy-Sec
- Riaribes